# Frans Uijen
Franciscus Jacobus Frederikus (Frans) Uijen (Eindhoven, 11 januari 1927 – Den Haag, 7 februari 2019) was een Nederlands politicus. Hij was lid van de Eerste Kamer voor de Partij van de Arbeid, maar bedankte in oktober 1991 als lid van deze partij.

## Leven en werk
Uijen werd in 1927 geboren als zoon van een beambte bij Philips Eindhoven. Uijen was een kleinzoon van het Tweede Kamerlid voor de Roomsch-Katholieke Staatspartij Franciscus Theodorus Hubertus Uijen. Na zijn middelbareschoolopleiding werd Uijen beroepsmilitair. Hij was officier-vlieger bij de Koninklijke Luchtmacht en bereikte de rang van majoor. Vanwege zijn lidmaatschap van de Partij van de Arbeid werd hij ook wel de rode majoor genoemd.
Zijn politieke carrière begon in 1974 als lid van Provinciale Staten van Zuid-Holland. In dezelfde tijd vervulde hij ook diverse bestuurlijke en adviserende functies bij de Partij van de Arbeid. Hij was secretaris van de defensiecommissie, lid van de partijraad, afdelingsvoorzitter in Den Haag, gewestelijk bestuurder, lid van de commissie buitenland. Daarnaast was hij ook lid van de Noord-Atlantische Assemblée, militair medewerker van de VARA-radio en lid van de raad van toezicht, beleid en advies van deze omroep. Het meest bekend werd hij als vicevoorzitter van de Vereniging Nederland-DDR die, in de periode van de Koude Oorlog, vriendschappelijke betrekkingen onderhield met deze communistische staat.
Uijen was gedurende twee perioden lid van de Eerste Kamer. De eerste periode was van 1977 tot 1983. In deze periode was hij plaatsvervangend voorzitter vaste commissie voor Defensie van de Eerste Kamer. Op 30 april 1980 bleef hij vanwege principiële redenen weg bij de inhuldiging van koningin Beatrix. Na een onderbreking van bijna drie jaar werd hij in 1986 opnieuw gekozen en vervulde het lidmaatschap van de Eerste Kamer tot juni 1991. In oktober 1991 bedankte hij als lid van de PvdA uit onvrede met het voorgenomen WAO-beleid van het Kabinet-Lubbers III, waar de Partij van de Arbeid deel van uitmaakte.
Uijen behoorde binnen zijn fractie in de Eerste Kamer regelmatig tot een minderheid, die afwijkend van de fractie stemde. Zo was hij tegen de wijziging van de grondwet wat betreft de toelating, uitzetting, uitlevering, het Nederlanderschap en het ingezetenschap, tegen de Wet tweefasenstructuur (1979), tegen de installatie van een militair televisiestation te Soesterberg (1983), tegen de Welzijnswet (1986), tegen de gemeentelijke herindeling Midden-Betuwe (1987) en tegen de ov-jaarkaart voor studenten (1990). In 1980 was hij het enige lid van de PvdA-fractie, dat om principiële redenen weigerde de inhuldiging van Koningin Beatrix bij te wonen.
- Parlement.com: vg09llidckcb